# 中村大哉
中村 大哉（なかむら だいすけ、1974年 - ）は、日本の映画監督。

## 人物
山梨県出身。日本映画学校卒業。卒業後、映画、TVドラマ、Vシネマ等の制作部、演出部を担当。『しあわせカモン』で監督デビュー。同作が「お蔵出し映画祭2011」でグランプリを受賞。

## 監督
- しあわせカモン兼脚本